# Liste der Hochhäuser in Pennsylvania
In der Liste der Hochhäuser in Pennsylvania werden die Hochhäuser im US-Bundesstaat Pennsylvania ab einer strukturellen Höhe von 120 Metern aufgezählt. Das bedeutet die Höhe bis zum höchsten Punkt des Gebäudes ohne Antenne. Aufgezählt werden nur fertiggestellte und im Bau befindliche Gebäude.

## Auflistung der Hochhäuser nach Höhe
| Nr. | Name                           | Stadt        | Höhe    | Etagen | Baujahr | Status |
| --- | ------------------------------ | ------------ | ------- | ------ | ------- | ------ |
| 1.  | Comcast Technology Center      | Philadelphia | 341,7 m | 59     | 2018    | Erbaut |
| 2.  | Comcast Center                 | Philadelphia | 296,7 m | 57     | 2008    | Erbaut |
| 3.  | One Liberty Place              | Philadelphia | 288 m   | 61     | 1987    | Erbaut |
| 4.  | Two Liberty Place              | Philadelphia | 258,5 m | 58     | 1990    | Erbaut |
| 5.  | U.S. Steel Tower               | Pittsburgh   | 256,3 m | 64     | 1970    | Erbaut |
| 6.  | Mellon Bank Center             | Philadelphia | 241,4 m | 54     | 1990    | Erbaut |
| 7.  | Bell Atlantic Tower            | Philadelphia | 225,3 m | 55     | 1991    | Erbaut |
| 8.  | Cira Centre South Office Tower | Philadelphia | 224,3 m | 49     | 2017    | Erbaut |
| 9.  | One Mellon Center              | Pittsburgh   | 221 m   | 54     | 1983    | Erbaut |
| 10. | One PPG Place                  | Pittsburgh   | 193,6 m | 40     | 1984    | Erbaut |
| 11. | G. Fred DiBona, Jr. Building   | Philadelphia | 190,5 m | 45     | 1990    | Erbaut |
| 12. | Fifth Avenue Place             | Pittsburgh   | 187,8 m | 31     | 1988    | Erbaut |
| 13. | One Oxford Centre              | Pittsburgh   | 187,5 m | 45     | 1983    | Erbaut |
| 14. | Gulf Building                  | Pittsburgh   | 177,4 m | 44     | 1932    | Erbaut |
| 15. | W Hotel & Element by Westin    | Philadelphia | 177 m   | 52     | 2018    | In Bau |
| 16. | Two Commerce Square            | Philadelphia | 172,2 m | 41     | 1990    | Erbaut |
| 16. | One Commerce Square            | Philadelphia | 172,2 m | 41     | 1987    | Erbaut |
| 18. | PNC Plaza Tower                | Pittsburgh   | 172 m   | 33     | 2015    | Erbaut |
| 19. | Philadelphia City Hall         | Philadelphia | 167 m   | 9      | 1901    | Erbaut |
| 20. | Cathedral of Learning          | Pittsburgh   | 163,1 m | 42     | 1936    | Erbaut |
| 21. | Three Mellon Center            | Pittsburgh   | 158,5 m | 41     | 1951    | Erbaut |
| 22. | Residences at the Ritz-Carlton | Philadelphia | 157,9 m | 44     | 2009    | Erbaut |
| 23. | FreeMarkets Center             | Pittsburgh   | 155,8 m | 39     | 1968    | Erbaut |
| 24. | 1818 Market Street             | Philadelphia | 152,4 m | 40     | 1974    | Erbaut |
| 25. | The St. James                  | Philadelphia | 151,8 m | 45     | 2004    | Erbaut |
| 26. | Loews Philadelphia Hotel       | Philadelphia | 150 m   | 36     | 1932    | Erbaut |
| 27. | 1600 Market Street             | Philadelphia | 149,7 m | 40     | 1983    | Erbaut |
| 26. | Centre Square II               | Philadelphia | 149,4 m | 40     | 1973    | Erbaut |
| 26. | Five Penn Center               | Philadelphia | 149,4 m | 36     | 1970    | Erbaut |
| 28. | Grant Building                 | Pittsburgh   | 147,8 m | 40     | 1930    | Erbaut |
| 29. | The Murano                     | Philadelphia | 144,8 m | 42     | 2008    | Erbaut |
| 29. | Koppers Building               | Pittsburgh   | 144,8 m | 34     | 1929    | Erbaut |
| 31. | One South Broad                | Philadelphia | 144 m   | 28     | 1932    | Erbaut |
| 32. | Two PNC Plaza                  | Pittsburgh   | 135,6 m | 34     | 1975    | Erbaut |
| 33. | Cira Centre                    | Philadelphia | 133,1 m | 29     | 2005    | Erbaut |
| 34. | 2000 Market Street             | Philadelphia | 132,6 m | 29     | 1973    | Erbaut |
| 34. | Two Logan Square               | Philadelphia | 132,6 m | 35     | 1987    | Erbaut |
| 36. | Two PNC Plaza                  | Pittsburgh   | 131,1 m | 32     | 1987    | Erbaut |
| 37. | 1700 Market                    | Philadelphia | 131 m   | 32     | 1968    | Erbaut |
| 38. | 1835 Market Street             | Philadelphia | 129,5 m | 29     | 1986    | Erbaut |
| 39. | One PNC Plaza                  | Pittsburgh   | 129,2 m | 30     | 1972    | Erbaut |
| 40. | Centre Square I                | Philadelphia | 127 m   | 32     | 1973    | Erbaut |
| 41. | Aramark Tower                  | Philadelphia | 125,6 m | 32     | 1984    | Erbaut |
| 42. | Regional Enterprise Tower      | Pittsburgh   | 125 m   | 30     | 1953    | Erbaut |
| 43. | Wells Fargo Building           | Philadelphia | 123,5 m | 29     | 1927    | Erbaut |
| 44. | One Logan Square               | Philadelphia | 121,9 m | 31     | 1983    | Erbaut |
| 45. | 10 Rittenhouse Square          | Philadelphia | 120,7 m | 33     | 2009    | Erbaut |
| 46. | The Ritz-Carlton Philadelphia  | Philadelphia | 120,1 m | 30     | 1930    | Erbaut |